# Symydobius paucisensorius
Symydobius paucisensorius är en insektsart. Symydobius paucisensorius ingår i släktet Symydobius och familjen långrörsbladlöss. Inga underarter finns listade i Catalogue of Life.